# Hermann Obrist
Hermann Obrist (Kilchberg, 23 de mayo de 1862 - Múnich, 26 de febrero de 1927) fue un escultor del movimiento Jugendstil (Art Nouveau). Estudió Botánica e Historia en su juventud cuya influencia puede percibirse en su trabajo posterior en las artes aplicadas. Como profesor, Hermann Obrist ejerció una influencia seminal en el ascenso y subsiguiente desarrollo del movimiento Jugendstil en Alemania. 

## Biografía

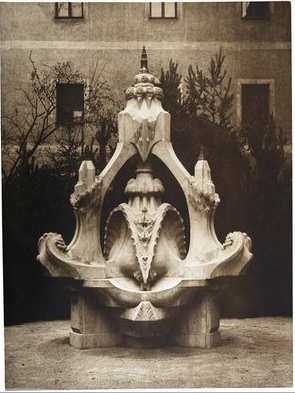
Una fuente por Obrist.

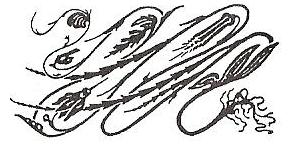
Versión simplificada de Ciclamen.

Era un hijo del Doctor Carl Kaspar Obrist, de Zúrich, y Alice Jane Grant Duff, hermana del político británico y estadista Mountstuart Grant Duff. Estudió ciencias naturales y medicina en Heidelberg y realizó varios viajes durante los que tuvo visiones que determinaron su vocación artística. Después de seguir este camino en 1887, se inscribió en la Escuela de Artes Aplicadas en Karlsruhe para aprender las diferentes técnicas artísticas. 
Recibió un premio por sus cerámicas y muebles en la Exposición de París en 1889. En 1890, entró a las clases de escultura de la Academia Julian en París. Al año siguiente, se trasladó a Berlín donde se ganaba la vida principalmente como periodista para las páginas culturales. En 1892, la venta de un modelo de fuente le dio los medios para trasladarse a Florencia donde abrió con Berthe Ruchet un taller de recamado, que fue trasladado a Múnich en 1895. Sus bordados ornamentales y esculturas experimentaron un éxito creciente en Alemania. En 1902 Hermann Obrist y Wilhelm von Debschitz conjuntamente fundaron una escuela de diseño en Múnich, donde sus estudiantes incluyeron a Ludwig Hirschfeld Mack, quien más tarde impartiría enseñanza en la Bauhaus. Después se ocupa en una intensa actividad como escritor y conferenciante, en la que habla de las relaciones con otros artistas, tales como Vasily Kandinsky. 
Obrist encargó a su amigo August Endell el diseño de su estudio en Múnich, construido en 1897 y destruido en 1944. La obra de Obrist incluyó fuentes y monumentos funerarios. A menudo utilizó hormigón para sus obras. 
Además de ser un escultor también fue un artista textil. El trabajo más influyente de Obrist fue el diseño de un tapiz bordado llamado "Ciclamen". Realizó una serie de elegantes curvas serpenteantes, descritas como "curvas latigazo" (en alemán Peitschenhieb), que se convirtieron en una obra seminal del movimiento conocido como Art Nouveau.